# Ашанино
Ашанино —  деревня в Данковском районе Липецкой области, входит в состав Бигильдинского сельсовета.

## География
Деревня находится на левом берегу реки Дон. 
На другом берегу Дона расположено село Никольское, южнее Ашанино — поселок Восток.

## Население
| 2010 |
| ---- |
| 1    |

Население в 2009 году отсутствовало, в 2015 году — 1 человек.

## Инфраструктура
Личное подсобное хозяйство.

## Транспорт
В Ашанино заходит просёлочная дорога.